# Stenoxyphus variegatus
Stenoxyphus variegatus är en insektsart som först beskrevs av Blanchard 1853.  Stenoxyphus variegatus ingår i släktet Stenoxyphus och familjen Pyrgomorphidae. Inga underarter finns listade i Catalogue of Life.